# إيما كورين
إيما كورين هي ممثلة إنجليزية ولدت في 13 ديسمبر 1995.

## روابط خارجية
- إيما كورين على موقع IMDb (الإنجليزية)
- إيما كورين على موقع ميتاكريتيك (الإنجليزية)
- إيما كورين على موقع روتن توميتوز (الإنجليزية)
- إيما كورين على موقع قاعدة بيانات الأفلام العربية
- إيما كورين على موقع ألو سيني (الفرنسية)
- إيما كورين على موقع أول موفي (الإنجليزية)
- إيما كورين على موقع قاعدة بيانات الأفلام السويدية (السويدية)
- إيما كورين على موقع أول ميوزيك (الإنجليزية)
- إيما كورين على موقع ديسكوغز (الإنجليزية)
- إيما كورين على موقع قاعدة بيانات الفيلم (الإنجليزية)